# Wardąg
Wardąg (inne nazwy: Ardung, Leszno, Nerwik, Ordąg, niem. Artung See) – jezioro w Polsce, w województwie warmińsko-mazurskim, w powiecie olsztyńskim, w gminie Purda.

## Położenie i charakterystyka
Według regionalizacji fizycznogeograficznej Polski jezioro znajduje się na Pojezierzu Mrągowskim. Również w regionalizacji przyrodniczo-leśnej jezioro leży w mezoregionie Pojezierza Mrągowskiego. Znajduje się w rynnie subglacjalnej o szerokości ok. 1,0 km. Leży w zlewni Jeziora Tumiańskiego z Dopływem z jeziora Serwent. Brzegi jeziora porastają lasy. Przy północno-wschodnim krańcu zbiornika wodnego znajdują się łąka o nazwie Wielosił i polana Pokrzywy. Dopływ i odpływ z jeziora odbywa się przez Kanał Nerwik.
Wzdłuż wschodniego brzegu jeziora znajdują się pozostałości pruskich wałów z XV wieku. Ich łączna długość to 5 km.

## Morfometria
Zgodnie z danymi zamieszczonymi w Atlasie jezior Polski Jerzego Jańczaka z 1999 powierzchnia jeziora wynosi 26,9 ha, a jego objętość 807,0 tys. m³. Średnia głębokość zbiornika wodnego to 3,0 m, a maksymalna – 6,3 m. Lustro wody znajduje się na wysokości 128,1 m n.p.m. Maksymalna długość jeziora to 1300 m, a szerokość 290 m. Długość linii brzegowej to 3150 m.
Według danych uzyskanych poprzez planimetrię jeziora na mapach w skali 1:50 000 opracowanych w Państwowym Układzie Współrzędnych 1965, zgodnie z poziomem odniesienia Kronsztadt, powierzchnia zbiornika wodnego to 25,0 ha, a wysokość to 126,4 m n.p.m.
Natomiast według danych Urzędu Gminy Purda powierzchnia akwenu wynosi 25,00 ha, a głębokość maksymalna to 6 m.

## Przyroda
Jezioro leży na terenie Obszaru Chronionego Krajobrazu Pojezierza Olsztyńskiego o łącznej powierzchni 40 997,4 ha. W sąsiedztwie północno-wschodniego brzegu znajduje się użytek ekologiczny Wielosił o powierzchni 0,5 ha, gdzie ochronie podlegają stanowiska wielosiłu błękitnego.